# Starohorskie Wierchy

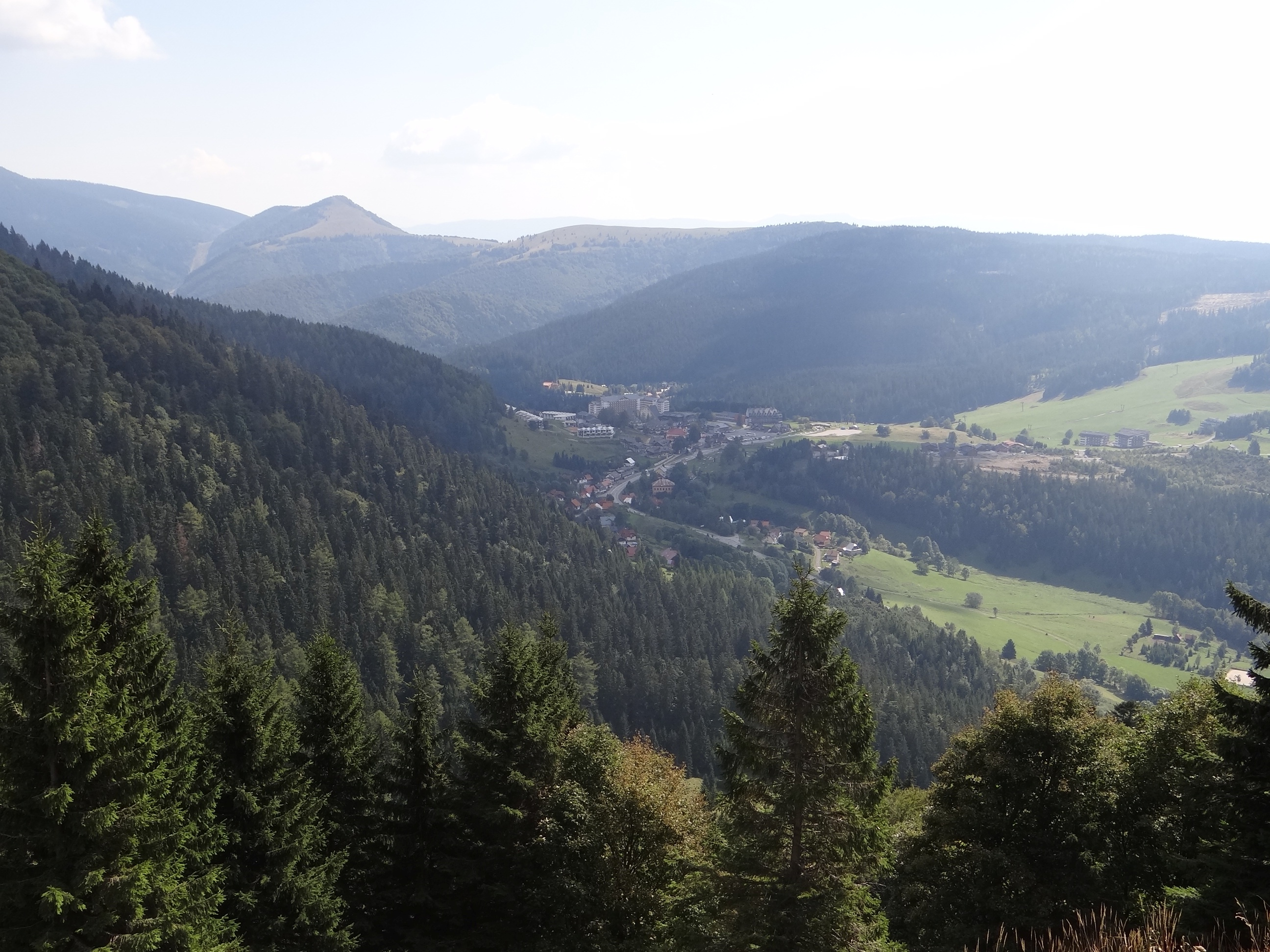
Donovaly i Starohorskie Wierchy

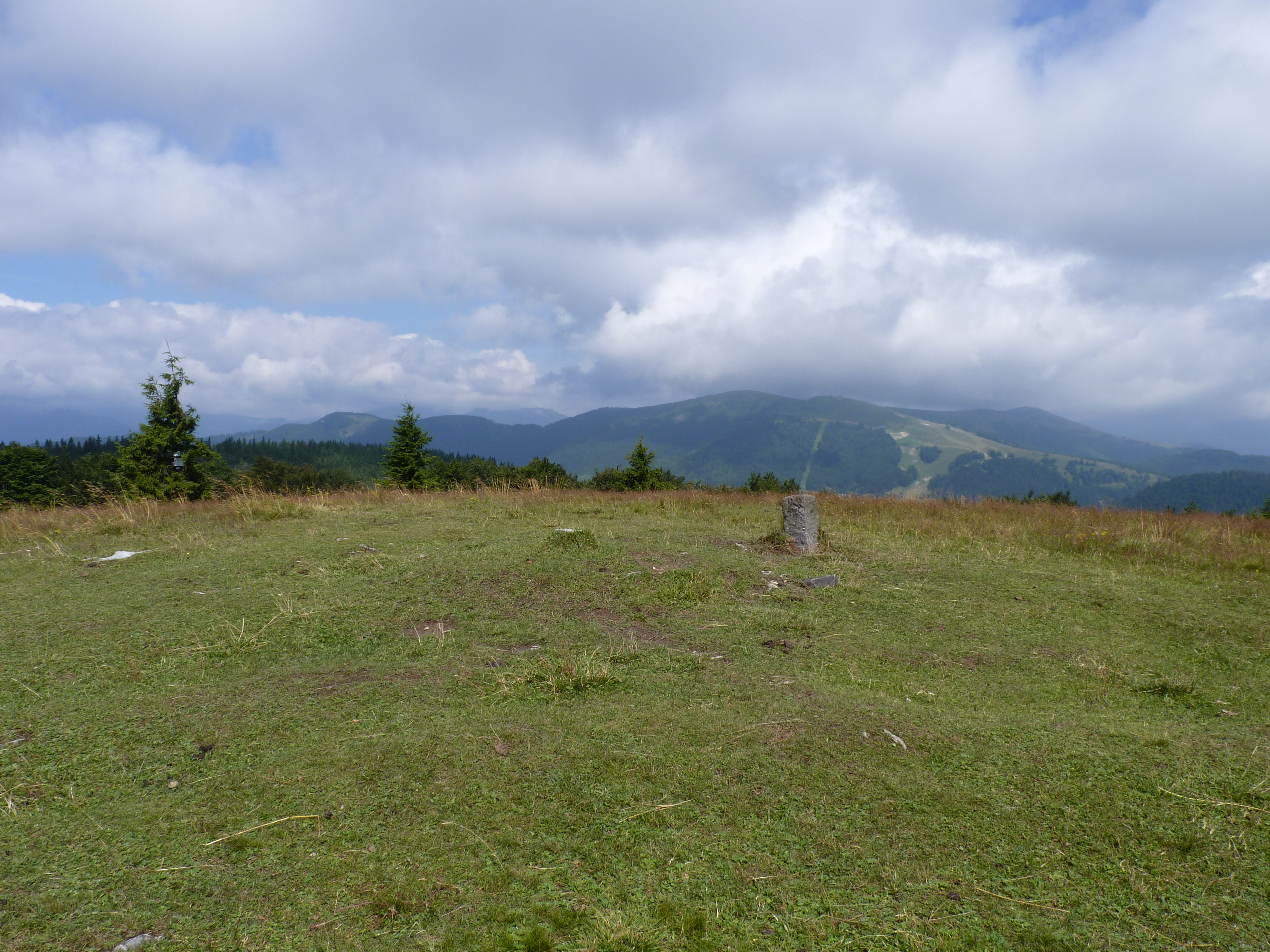
Hala na szczycie Kečka

Starohorskie Wierchy lub Góry Starohorskie (słow. Starohorské vrchy) – pasmo górskie w Łańcuchu Niżnotatrzańskim w Karpatach Zachodnich, na terenie Słowacji. W dawniejszych regionalizacjach nie były wyodrębniane jako odrębna jednostka, lecz stanowiły część Niżnych Tatr. 

## Granice
Na wschodzie od Niżnych Tatr oddziela je przełęcz Hiadeľské sedlo i opadające z niej na przeciwne strony Hiadeľská dolina i dolina Barboriná. Na północy i zachodzie od Wielkiej Fatry i Gór Kremnickich oddziela je Korytnická dolina, Przełęcz Donowalska, dolina Starohorskiego potoku i Bystricy, na południu granicę tworzy dolina Hronu.

## Topografia
Główny grzbiet biegnie od Przełęczy Hiadelskiej na zachód poprzez szczyty: Kozí chrbát (1330 m), Hadliarka (1211 m), Kečka (1225 m) i Barania hlava (1206 m), na której zmienia kierunek na południowo-zachodni i biegnie dalej przez szczyty Hrubý vrch (1169 m), Jelenská skala (1153 m), Žiare (1045 m), Suchý vrch (884 m) i Končity vrch (794 m). Na obydwie strony odchodzą od niego boczne grzbiety oddzielające doliny, dnem których spływają potoki uchodzące do Korytnicy, Starohorskiego potoku, Bystricy lub Hronu. Zdecydowana większość powierzchni Gór Starohorskich znajduje się w zlewni Hronu, tylko potoki spływające z północno-wschodniej części do Korytnicy są w zlewni Wagu.
Większe doliny to: Veľká Šindliarka, Uhliarska dolina, Marková, Šponga, Andrášova dolina, Racvalová, Bukovská dolina, Veľká Zelená, Haliar, Banská dolina, Sasovská dolina i Nemčianska dolina.

## Turystyka
Jest tylko jedno schronisko turystyczne typu útulňa – Útulňa pod Kečkou. Najważniejszym ośrodkiem turystyki jest miejscowość Donovaly przy drodze krajowej nr 59. Są tutaj parkingi, hotele, pensjonaty,restauracje, kemping. Donovaly to głównie duży ośrodek narciarski, ale także centrum turystyki letniej. Mniejsze ośrodki turystyczne i narciarskie to:
- Šachtička (hotel i wyciągi narciarskie na Panský diel
- Čachovo powyżej miejscowości Selce (schronisko, wyciąg narciarski)
- Ośrodek wypoczynkowy w pobliżu wsi Podkonice (wyciągi narciarskie)
- mały ośrodek Moštenická
- dwa ośrodki w okolicach wsi Tajov (pole namiotowe, basen, wyciągi narciarskie i schroniska)

Głównym grzbietem od Przełęczy Hiadelskiej do Przełęczy Donowalskiej biegnie czerwony szlak turystyczny – dalekobieżny szlak turystyczny, zwany Szlakiem Bohaterów Słowackiego Powstania Narodowego. Oprócz tego jest kilka innych szlaków turystyki pieszej i rowerowej.